# A Kongói Demokratikus Köztársaság a 2004. évi nyári olimpiai játékokon
A Kongói Demokratikus Köztársaság a görögországi Athénban megrendezett 2004. évi nyári olimpiai játékok egyik részt vevő nemzete volt. Az országot az olimpián 2 sportágban 4 sportoló képviselte, akik érmet nem szereztek.

## Asztalitenisz
Férfi

| Versenyző                   | Versenyszám | 64-es főtábla                                   | 48-as főtábla                                                             | 32-es főtábla     | Nyolcaddöntő      | Negyeddöntő       | Elődöntő          | Döntő             | Helyezés |
| Versenyző                   | Versenyszám | Ellenfél Eredmény                               | Ellenfél Eredmény                                                         | Ellenfél Eredmény | Ellenfél Eredmény | Ellenfél Eredmény | Ellenfél Eredmény | Ellenfél Eredmény | Helyezés |
| --------------------------- | ----------- | ----------------------------------------------- | ------------------------------------------------------------------------- | ----------------- | ----------------- | ----------------- | ----------------- | ----------------- | -------- |
| Momo Babungu                | Egyes       | Monday Merotohun (NGR) · 5-11, 8-11, 8-11, 8-11 | kiesett                                                                   | kiesett           | kiesett           | kiesett           | kiesett           | kiesett           | 49.      |
| José Luyindula              | Egyes       | O Il (PRK) · 8-11, 8-11, 4-11, 7-11             | kiesett                                                                   | kiesett           | kiesett           | kiesett           | kiesett           | kiesett           | 49.      |
| Momo Babungu José Luyindula | Páros       |                                                 | Csehország (CZE) · Petr Korbel · Richard Výborný · 3-11, 4-11, 6-11, 4-11 | kiesett           | kiesett           | kiesett           | kiesett           | kiesett           | 25.      |

## Atlétika
Férfi

| Versenyző   | Versenyszám | Előfutam | Előfutam | Előfutam | Elődöntő | Elődöntő | Elődöntő | Döntő   | Döntő    |
| Versenyző   | Versenyszám | Idő      | Hely.    | Össz.    | Idő      | Hely.    | Össz.    | Idő     | Helyezés |
| ----------- | ----------- | -------- | -------- | -------- | -------- | -------- | -------- | ------- | -------- |
| Gary Kikaya | 400 m       | 45,57    | 3.       | 16.      | 45,58    | 6.       | 13.*     | kiesett | kiesett  |

Női

| Versenyző              | Versenyszám | Előfutam | Előfutam | Előfutam | Elődöntő | Elődöntő | Elődöntő | Döntő   | Döntő    |
| Versenyző              | Versenyszám | Idő      | Hely.    | Össz.    | Idő      | Hely.    | Össz.    | Idő     | Helyezés |
| ---------------------- | ----------- | -------- | -------- | -------- | -------- | -------- | -------- | ------- | -------- |
| Noelly Mankatu Bibiche | 800 m       | 2:06,23  | 6.       | 33.      | kiesett  | kiesett  | kiesett  | kiesett | kiesett  |

* - egy másik versenyzővel azonos időt ért el